# Udea platyleuca
Udea platyleuca là một loài bướm đêm thuộc họ Crambidae. Nó là loài đặc hữu của Oahu, Molokai, Maui và Hawaii.
Ấu trùng ăn Touchardia latifolia và Urera sandwicensis.